# Kalixt III.
Kalixt III. (31. prosince 1378, Torreta de Canals, Valencijské království v rámci Aragonského království – 6. srpna 1458, Řím, Papežský stát) byl papež v letech 1455–1458. Pocházel z rodu Borgiů (vlastním jménem Alonso Borja, v Itálii pak znám jako Alfonso Borgia). Jeho otcem byl Domingo Borja, pán Torre de Canals, a matkou Francina Marti z Játivy.

## Duchovní a diplomat
Alonso Borja zahájil svou politickou kariéru jako blízký poradce aragonského krále. Na tomto poli mu největší vážnost získal nelehký diplomatický úkol, který dostal od svého krále v roce 1429 – přesvědčit vzdoropapeže Klementa VIII. (vlastním jménem Gil Sanchez Muñoz y Carbón), aby se vzdal svého úřadu. Alonsovi se skutečně podařilo donutit Klementa k rezignaci a za tento úspěch získal nejen úctu současníků, ale především vděk papeže Martina V. z rodu Colonnů (vlastním jménem Oddone Colonna), jelikož teprve nyní, dvanáct let po svém zvolení papežem, se mohl Martin V. konečně cítit nesporným pánem křesťanstva. Alonsu Borjovi se odvděčil tím, že jej jmenoval biskupem ve Valencii. Tento úřad zastával Borja patnáct let a po celou tu dobu byl i nadále jedním z nejbližších rádců aragonského krále Alfonsa. Jeho diplomatické nadání se znovu osvědčilo, když se mu podařilo odstranit vážné rozpory mezi králem Alfonsem Aragonským a papežem Evženem IV. Z vděčnosti za hladké urovnání těchto sporů jej papež v roce 1444 jmenoval valencijským kardinálem a povolal ho k sobě do Říma.

## Papež
Po smrti dalšího papeže Mikuláše V. se hledal na papežský stolec nový kandidát a kardinálové se tentokrát ve svých volebních sporech nerozdělili podle národností, jak to bylo v minulosti běžné, ale podle toho, zda se jednalo o příznivce mocného rodu Colonnů nebo Orsiniů. Jelikož dohoda byla jen těžko možná, hledal se kompromisní kandidát. 8. dubna 1455 byl Alonso Borja (nyní už vlastně Alfonso Borgia) zvolen papežem a přijal jméno Kalixt III.
Po dobu svého krátkého pontifikátu usiloval Kalixt III. především o válečné tažení proti Turkům, kteří v roce 1453 rozvrátili Byzantskou říši a stále více ohrožovali Evropu. Kalixt III. opakovaně vyzýval národy Evropy k účasti na křížové výpravě, neúnavně sháněl peníze a zcela vyprázdnil papežskou pokladnu, jen aby mohl financovat stavbu válečných lodí. Jeho snaha o zorganizování křižové výpravy ale nenašla žádnou odezvu u evropských královských dvorů, které válčily a soupeřily vzájemně mezi sebou. Výzvu Kalixta III. vzala na vědomí jen část šlechty v Uhrách. Uherská armáda pod vedením magnáta Jana Hunyadiho se spojila přibližně se sedmdesáti tisíci dobrovolníky, které získal po celé Evropě fanatický žebravý mnich Jan Kapistránský, a společně v roce 1456 porazili turecká vojska u Bělehradu.

## Papež a jeho příbuzní
Papež Kalixt III. zemřel v roce 1458 ve věku 79 let, pouhé tři roky po svém uvedení do úřadu. V době, kdy umíral, došlo v Římě k nepokojům, které vyvolala mocná rodina Orsiniů. Cílem těchto nepokojů a násilností bylo zlikvidovat a odstavit od moci příbuzné umírajícího papeže. Papež Kalixt III., stejně jako mnozí jeho předchůdci a následovníci, protežoval po dobu svého pontifikátu své příbuzné a přátele, které dosazoval do církevních i světských úřadů a funkcí (nepotismus). Údajně získalo od Kalixta III. vlivné úřady více než tři sta osob – ať už to byli členové rodiny Borgiů nebo jim blízcí přátelé v Itálii i ve Španělsku. Většina z nich v době Kalixtova umírání z Říma uprchla. Jen jeden jediný našel tolik odvahy, aby se do Říma vydal rozloučit se s umírajícím příbuzným a papežem – jeho synovec, kardinál a papežský místokancléř Rodrigo Borgia, který v té době pobýval na svém letním sídle u Tivoli. Toto chování Rodriga Borgii vzbudilo i v jeho protivnících úctu a obdiv. Vydrancovali sice jeho palác, ale proti němu si nedovolili zakročit. O třicet čtyři let později byl Rodrigo Borgia zvolen papežem a přijal jméno Alexandr VI.